# Staré Pavlovice
Staré Pavlovice (německy Alt Paulsdorf) je část města Liberec. Nachází se na severozápadě Liberce. Liberec XII-Staré Pavlovice leží v katastrálním území Staré Pavlovice o rozloze 1,73 km².

## Historie
První písemná zmínka o vesnici pochází z roku 1559.
Do poloviny dvacátého století v obci tradičně převládalo německé obyvatelstvo. Po druhé světové válce byli původní obyvatelé vysídleni.

## Pamětihodnosti
- Školní budova v Letné ulici 90/30 (původní staropavlovická škola, dnes Střední škola strojní, stavební a dopravní)
- Starší lidová a venkovská zástavba (mj. v ulicích Dykova, Senovážná, Na Mlýnku, Kaštanová, Kateřinská, Severní, ale i v okolí Selské, Letné, Generála Svobody aj.)
- Vilová zástavba převážně z první poloviny 20. stol. (mj. v ulicích Generála Svobody, Hrdinů, Jarní, Lidická, Šimáčkova, Poděbradská, Legií, Slunná, Andělská cesta, Letná, Jabloňová, Jiříkova aj.)
- Kaplička sv. Ambrože z roku 1895 v Selské ulici
- Horní kaplička neznámého zasvěcení mezi dvěma lipami v téže ulici
- Jako jediná státem chráněná památka ve Starých Pavlovicích je jakýsi milník, jehož umístění a osudy však nezná ani databáze NPÚ, kde je veden s poznámkou nenalezen.

## Přírodní zajímavosti
- Památná lípa malolistá u chalupy v ulici Na Mlýnku 26 (tzv. lípa Na Mlýnku)
- Tři památné lípy u kapličky sv. Ambrože (tzv. lípy u svatého Ambrože)
- Jako významné krajinné prvky jsou registrovány dvě lípy u horní kapličky v Selské ul. a lípa malolistá mezi domy čp. 652 a 653 v téže ulici
- Lesnaté údolí horské říčky Černé Nisy s žulovými skalkami a starými lomy severně od Starých Pavlovic (katastrálně ovšem náleží převážně ke Stráži nad Nisou, Radčicím, Ruprechticím a výše proti proudu Kateřinkám), návrší (cca 415 m) nad točnou autobusů Pavlovice-křižovatka (nachází se ovšem – stejně jako návrší – na katastru Radčic) dokonce bývalo koncem 19. a počátkem 20. století parkově upraveno a zhruba v letech 1890–1905 na něm stávala i dřevěná rozhledna Siegmundova výšina[5], pozůstatky parkových úprav (rododendrony) a ukotvení rozhledny jsou patrny do současnosti[6]
- Údolí Lužické Nisy s lesnatými svahy a cyklostezkou/cyklotrasou jižně a západně od Starých Pavlovic